# Heinrich Christoph Büttner
Heinrich Christoph Büttner (Pseudonym Teutomar; * 27. März 1766 in Ansbach; † 21. August 1816 in Stuttgart) war ein deutscher Historiker, Topograf und Verwaltungsjurist.

## Leben
Büttner erhielt seine Schulbildung auf dem Ansbacher Gymnasium illustre. 1783 wechselte er an die Universität Erlangen. Dort studierte er Rechtswissenschaft. Im September 1786 wurde er dort mit der Dissertation Dissertatio Inauguralis Iuridica Sistens Observationes Ex Iure Matrimoniali, Speciatim Secundum Leges Onoldinas zum Doktor der Rechte promoviert. 
Büttner wurde 1788 Regierungsadvokat in Ansbach, kurz darauf, 1789, wirklicher Prozessrat. Auch in diesem Amt verblieb er nur kurze Zeit. Schon 1790 bekam er eine Anstellung als Kammerprokurator in Ansbach. 1794 wechselte er als Kastner nach Kleinlangheim, bevor er 1797 als erster Justizamtmann und Justizrat nach Ansbach zurückkehrte. Spätestens 1812 war er als Oberregierungsrat in Stuttgart tätig, als referierender Rat in der Sektion 2 des Württembergischen Departements des Inneren.

## Werke (Auswahl)
- mit Johann Heinrich Keerl und J.B. Fischer: Fränkisches Archiv, 3 Bände, Ansbach 1789–1791.
- Gedichte, Dinkelsbühl 1793.
- mit Johann Heinrich Keerl: Ansbachische Monatsschrift, 3 Bände, Ansbach 1793–1794.
- Materialien zur Ansbachischen Geschichte, Topographie und Rechtsverfassung, Ansbach 1807.
- mit Karl Heinrich von Lang und  Julius W. Schulz: Historische und statistische Beschreibung des Rezatkreises, 2 Bände, Schmidmer, Nürnberg 1809–1810.
- Franconia: Beiträge zur Geschichte, Topographie und Litteratur von Franken, 2 Bände, Gassrert, Ansbach 1813.